# Canções Prometidas - Raridades Vol.III

Ver: Todas as Coletâneas

Canções Prometidas – Raridades Vol.III é uma coletânea da banda portuguesa de rock UHF. Editado em novembro de 2012 pela AM.RA Discos.

Trata-se do terceiro trabalho de raridades retiradas do arquivo histórico da banda. O lançamento foi limitado a mil exemplares e marca o início das comemorações dos 35 anos de carreira dos UHF, como revelou o vocalista:
| “ | Confesso que andava distraído com a aproximação da data do aniversário do primeiro concerto oficial dos UHF, a 18 e não a 20 de novembro de 1978, na discoteca Brown’s, em Lisboa. Até que o aviso soou do interior da banda, num ensaio: ‘Então, o que vamos fazer no próximo aniversário? 2013 é o ano dos 35 anos dos UHF, é preciso comemorar.' | ” |

O disco é composto por doze canções entre versões nunca antes editadas, duas músicas ao vivo e cinco inéditos. As canções seguem a ordem cronológica das gravações. Assim, o inédito "Tempo Quente" (1980), pertence à maqueta que incluía a versão de "Cavalos de Corrida" e que conduziu a banda à grande editora EMI–Valentim de Carvalho. Temas que assumiram o título de génese do rock português e despontaram sob o peso da inflexão do inglês, língua que na altura dominava a escrita das canções. Segue-se a maqueta da “Amélia Recruta” (1989), cujos direitos a banda quis oferecer à Associação dos Deficientes das Forças Armadas, mas que gentilmente foi recusado; "Heranças que o Império tece", na análise de António Manuel Ribeiro. O tema é uma critica ao serviço militar obrigatório, de dimensão colonial, que teimava permanecer em Portugal. “Este Filme” (1990) é uma fotografia lusitana sem envelhecimento, uma canção mordaz, que puxa pela anima coletiva, a soma dos indivíduos na sua singularidade. Seguem-se os inéditos “Centro Sul/Via-sacra” (1997), uma maqueta realizada num estúdio-cogumelo em Almada com uma nova formação na urgência de se entender, e “Pelo Mundo à Procura de Mim” (2001), um tema guardado das longas sessões que produziram a ópera rock La Pop End Rock, em 2003. E foi nesse longo exílio em estúdio que a banda gravou a versão reggae de “Cavalos de Corrida” (2001). A canção fixa a improvisação que os UHF usam desde os seus primórdios nos concertos ao vivo, para prolongar a música e provocar o público. Tornou-se uma das faixas de maior sucesso do álbum.
A coletânea prossegue com o tema “Faz de Conta é Um País” (2003), recuperado do extended play Harley Jack, dirigido ao mundo motard. "Devo Eu" (2006) é a primeira faixa registada ao vivo que o álbum oferece, uma canção há muito perseguida pelos fãs. Mais dois inéditos são contemplados: “Glória do Tejo” (2009) e “A Surra dos Tempos Modernos” (2010), ambos resgatados das sessões do álbum Porquê? O primeiro celebra a felicidade com que as gentes da região de Glória do Ribatejo receberam os UHF, enquanto o segundo é uma canção política, o exercício do escritor de canções que desembainha a espada e intervém. O segundo tema ao vivo, "Três Peixes" (2011), foi recuperado do concerto de gravação do acústico Ao Norte, na cidade de Fafe. É uma canção perdida, lá atrás em 1985, que pertence a um período convulsivo dos UHF de que resultou o fim do quarteto fundador. A encerrar este trabalho é apresentado a versão do tema "Rama" (2011), uma canção popular, em que a banda cruza o punk rock com as melodias mais tradicionais.

## Lista de faixas
A coletânea, em disco compacto, é composta por doze faixas em versão padrão. António Manuel Ribeiro partilha a composição com Carlos Peres no tema "Tempo Quente" e com Renato Gomes nos temas "Cavalos De Corrida" e "Devo Eu". As restantes faixas são da autoria de António Manuel Ribeiro.[carece de fontes?]
| CD             |                                         |                                   |                |         |  |
| N.º            | Título                                  | Compositor(es)                    | Ano            | Duração |  |
| 1.             | "Tempo Quente" (inédito)                | António M. Ribeiro / Carlos Peres | 1980           | 2:56    |  |
| 2.             | "Amélia Recruta"                        | António M. Ribeiro                | 1989           | 4:28    |  |
| 3.             | "Este Filme"                            | António M. Ribeiro                | 1990           | 4:10    |  |
| 4.             | "Centro Sul / Via-Sacra" (inédito)      | António M. Ribeiro                | 1997           | 3:28    |  |
| 5.             | "Pelo Mundo à Procura de Mim" (inédito) | António M. Ribeiro                | 2001           | 2:42    |  |
| 6.             | "Cavalos De Corrida"                    | António M. Ribeiro / Renato Gomes | 2001           | 3:14    |  |
| 7.             | "Faz De Conta É Um País"                | António M. Ribeiro                | 2003           | 5:39    |  |
| 8.             | "Devo Eu" (ao vivo)                     | António M. Ribeiro / Renato Gomes | 2006           | 3:32    |  |
| 9.             | "Glória do Tejo" (inédito)              | António M. Ribeiro                | 2009           | 3:24    |  |
| 10.            | "A Surra dos Tempos Modernos" (inédito) | António M. Ribeiro                | 2010           | 5:41    |  |
| 11.            | "Três Peixes" (ao vivo)                 | António M. Ribeiro                | 2011           | 4:48    |  |
| 12.            | "Rama"                                  | Popular alentejano                | 2011           | 2:24    |  |
| Duração total: | Duração total:                          | Duração total:                    | Duração total: | 43:86   |  |

## Membros da banda
- António Manuel Ribeiro (vocal e guitarra acústica)
- Renato Gomes (guitarra) (Faixa 1)
- Carlos Peres (baixo) (Faixa 1)
- Zé Carvalho (bateria) (Faixa 1)
- Rui Rodrigues (guitarra) (Faixas 2 e 3)
- Xana Sin (baixo) (Faixas 2 e 3)
- Renato Júnior (teclas) (Faixas 2 e 3)
- Luís Espírito Santo (bateria) (Faixas 2 e 3)
- David Rossi (baixo) (Faixa 4)
- Marco Costa Cesário (bateria) (Faixa 4)
- Jorge Manuel Costa (teclas) (Faixa 4, 5 e 6)
- António Côrte-Real (guitarra) (Faixas 4, 5, 6, 7, 8, 9, 10, 11 e 12)
- Fernando Rodrigues (baixo) (Faixas 5, 6, 7, 8, 9, 10, 11 e 12)
- Ivan Cristiano (bateria) (Faixas 5, 6, 7, 8, 9, 10, 11 e 12)
- Nuno Oliveira (sintetizador) (Faixa 11)